# Романовка (Людиновський район)
Романовка (рос. Романовка) — присілок в Людиновському районі Калузької області Російської Федерації.
Населення становить 39 осіб. Входить до складу муніципального утворення Присілок Заболоття.

## Історія
Від 2004 року входить до складу муніципального утворення Присілок Заболоття.

## Населення
| 2002 | 2010 |
| ---- | ---- |
| 44   | ↘39  |